# Tarsoporosus flavus
Tarsoporosus flavus es una especie de escorpión de la familia Scorpionidae descrita por González Sponga en 1983.

## Descripción
Tarsoporosus flavus se caracteriza por la presencia de gránulos en el borde del caparazón así como un gran cantidad de estos sobre las áreas reticuladas de color pardo ya que las áreas amarillas son lisas. En la que la en área dorsal posee gránulos de diferentes tamaños. El segmento V posee carenas dorsales muy acentuadas y las mismas están cubiertas de gránulos vestigiales, los lados ventrales posen gránulos de diferentes tamaños.

## Distribución
La localidad tipo: en los alrededores de la ciudad de Coro, municipio Miranda del Estado Falcón.
Tarsoporosus flavus ha sido señalada para Venezuela en el estado Falcón, para los municipios Falcón, Colina y Miranda;  para el estado Zulia ha sido señalada la ciudad de Cabimas municipio Cabimas y para y para el embalse de Pueblo Viejo, municipio Lagunillas, Zulia.